# Plastophora tokyoensis
Plastophora tokyoensis är en tvåvingeart som beskrevs av Rudolf Beyer 1966. Plastophora tokyoensis ingår i släktet Plastophora och familjen puckelflugor. Inga underarter finns listade i Catalogue of Life.